# Carmela Troncoso
Carmela González Troncoso (Vigo, 1982) es una ingeniera de telecomunicaciones e investigadora española especialista en privacidad, y activista LGBT+. Desde noviembre de 2017 es profesora en la Escuela Politécnica Federal de Lausana, en Suiza donde está al frente del laboratorio Spring. Es especialmente conocida por dirigir un equipo europeo que trabaja en el protocolo DP-3T, con el objetivo de crear una aplicación para rastrear los contagios del Covid-19 sin comprometer la privacidad de la ciudadanía.

## Biografía
Nació en Vigo en 1982. Su madre es profesora de Literatura Española en la Universidad de Vigo y su padre es físico. Su hermana mayor, Xoana González Troncoso estudió física en Santiago, descubriendo la neurociencia a lo que se dedica en la actualidad en el Instituto de Tecnología de California. Carmela optó por la ingeniería titulándose en Telecomunicaciones por la Universidad de Vigo en las especialidades Telemática y Electrónica (2000-2006). Pasó por Francia con una beca Barrié en Nancy hasta que en 2007 llegó a Bélgica doctorándose en Ingeniería de la Universidad KU Leuven (2006-2011). Su tesis sobre  "Métodos de diseño y análisis para tecnologías de privacidad" asesorada por el profesor Bart Preneel y la profesora Claudia Díaz, recibió el Premio Tesis del Consorcio Europeo de Investigación para Informática y Matemáticas Seguridad y Gestión de Confianza. También ha recibido por su trabajo en Ingeniería de Privacidad el Premio de Protección de Privacidad CNIL-INRIA 2017. Durante su doctorado fue visitante investigadora en muchos grupos de seguridad conocidos, entre ellos Microsoft Research Cambridge, el Laboratorio de Computación de la Universidad de Cambridge o el laboratorio LCA1 en la Escuela Politécnica Federal de Lausana.
De 2011 a 2012 se incorporó como investigadora posdoctoral al Grupo COSIC de la Universidad KU Leuven.
En 2012 regresó a Galicia y hasta 2015 trabajó en Gradiant, el Centro Gallego de I + D en Telecomunicaciones Avanzadas, donde se convirtió en la Líder Técnica de Seguridad y Privacidad  primero como investigadora posdoctoral en Liftgate Project y desde 2014 en Security and Privaci Technical lead, hasta septiembre de 2015. Allí trabajó en soluciones prácticas de seguridad y privacidad con empresas locales e internacionales, presentando una patente sobre comunicaciones seguras de vehículo a la nube.
De 2015 a septiembre de 2017 se incorporó al IMDEA Software Institute en Madrid hasta que en noviembre de 2017 se incorporó como profesora asistente en Ciencia Computacional en la Escuela Politécnica Federal de Lausana donde lidera el Security and Privacy Engineering Lab SPRING centrado en el diseño de tecnologías de privacidad y metodologías para evaluar la protección que ellas ofrecen.
En 2020 durante la crisis por la pandemia del Covid-19 lidera un equipo de más de 20 personas de ocho instituciones europeas que trabaja desarrollando el protocolo DP-3T bajo el paraguas del Pan-European Privacy-Preserving Proximity Tracing (PEPP-PT) para crear una aplicación informática que rastree nuestros contactos y a la vez respete la privacidad con el objetivo de que la ciudadanía conozca si han estado cerca de alguien que días después da positivo por el virus.
En abril de 2020 fue una de las 300 personas expertas de 25 países firmantes de una carta dirigida a los gobiernos para pedirles que eviten implementar soluciones tecnológicas en su lucha contra el coronavirus que "a la larga, puedan dar como resultado sistemas que permitan una vigilancia sin precedentes de la sociedad" advirtiendo que la adopción de tecnologías de vigilancia "obstaculizaría catastróficamente la aceptación por parte de la sociedad en general" de las aplicaciones que pueden rastrear y frenar una segunda ola de contagios tras el confinamiento.

## Protección de la privacidad
La investigación de Troncoso se centra en comprender cómo lograr una mejor protección de la privacidad desde la construcción de sistemas de preservación de la privacidad y el desarrollo de metodologías que ayuden a la ingeniería a incorporar fuertes garantías de privacidad en sus diseños; y desarrollar técnicas para cuantificar sistemáticamente la información privada que un adversario puede inferir de los datos a los que puede tener acceso.
También ha investigado sobre la privacidad genómica y en la búsqueda de soluciones para permitir el intercambio seguro de datos genéticos.

## Premios y reconocimientos
- University of Vigo Enrolment Award for High School outstanding students (2000)
- IEEE Intl. Workshop on Information Forensics and Security (2011)
- ERCIM STM WG 2012 Award for the Best Ph.D. Thesis on Security and Trust Management (2012)[12]
- Best Reviewer Award at the 37th IEEE Security and Privacy Symposium (2016)
- CNIL-INRIA Privacy Protection Award 2017 (Paper: Engineering privacy by design reloaded)
- Best Reviewer Award at the 38th IEEE Security and Privacy Symposium (2017)
- Best Paper Awards - Networks and Distributed Systems Symposium (2018)
- Fortune 40 under 40 (2020)[13]

## Becas
- Fondation Botnar: EPFL Real-Time Epidemiology I-DAIR Pathfinder[14]
- Swiss National Science Foundation: VaultML – Preventing privacy leaks in machine learning[15]
- Google Security and Privacy Research Award (2019)[16]